# Eo Ranvier
Eo Ranvier là những đoạn ngắn của sợi trục thần kinh không có myelin. Myelin là một lớp chất béo bao bọc xung quanh sợi trục, giúp cách điện và tăng tốc độ dẫn truyền xung thần kinh. Eo Ranvier đóng vai trò quan trọng trong quá trình dẫn truyền xung thần kinh, vì chúng cho phép xung thần kinh nhảy qua các khoảng cách ngắn giữa các eo, được gọi là "xung nhảy". Điều này làm cho xung thần kinh lan truyền nhanh hơn nhiều so với nếu chúng phải di chuyển liên tục dọc theo sợi trục.
Eo Ranvier được đặt tên theo nhà sinh lý học người Pháp Louis-Antoine Ranvier, người đã phát hiện ra chúng vào năm 1878. Ranvier đã phát hiện ra rằng eo Ranvier là những điểm yếu trong sợi trục, nơi xung thần kinh có thể lan truyền dễ dàng hơn. Ông cũng phát hiện ra rằng eo Ranvier đóng vai trò quan trọng trong việc điều chỉnh tốc độ dẫn truyền xung thần kinh.
Eo Ranvier được tìm thấy trong tất cả các loại tế bào thần kinh, nhưng chúng đặc biệt nhiều ở các tế bào thần kinh vận động, chịu trách nhiệm truyền tín hiệu từ não đến cơ. Eo Ranvier cũng được tìm thấy ở các tế bào thần kinh cảm giác, chịu trách nhiệm truyền tín hiệu từ các cơ quan cảm giác đến não.
Eo Ranvier là một cấu trúc quan trọng của hệ thần kinh. Chúng đóng vai trò quan trọng trong việc truyền tín hiệu thần kinh nhanh chóng và hiệu quả.